# Полимеры с памятью формы
Полимеры с памятью формы (ППФ) (англ. Shape-memory polymers, SMP) — класс полимерных материалов, способных возвращаться из деформированного состояния к первоначальной форме под воздействием внешних стимулов, таких как температура, свет, электрическое или магнитное поле, изменение pH или влага. По сравнению со сплавами с памятью формы (СПФ), ППФ обладают меньшей плотностью, большей деформативностью, биосовместимостью (опционально) и возможностью настройки свойств, что делает их перспективными для применения в медицине, аэрокосмической отрасли, текстильной промышленности, робототехнике и 4D-печати.

## Принцип действия
Эффект памяти формы в ППФ обусловлен их двухфазной структурой, включающей:
- Жёсткую фазу (химические или физические сшивки), фиксирующую постоянную форму.
- Мягкую фазу (аморфные или полукристаллические сегменты), отвечающую за временную деформацию.[2]

Основной механизм — термически индуцированный эффект памяти формы, при котором нагрев выше температуры фазового перехода 1 рода (рус. температура стеклования Tg или рус. температура плавления Tm) позволяет полимеру восстанавливать исходную форму. Процесс включает следующие этапы:
1. Программирование: Нагрев выше Ttrans, деформация материала, охлаждение ниже Ttrans для фиксации временной формы.
2. Хранение: Сохранение временной формы при низкой температуре.
3. Восстановление: Повторный нагрев выше Ttrans, возвращающий постоянную форму за счёт энтропийной упругости.[3]

### Термодинамика эффекта
Эффект памяти формы связан с изменением энтропии и свободной энергии. Нагрев выше Ttrans увеличивает подвижность полимерных цепей, повышая энтропию. Охлаждение фиксирует деформированное состояние, а повторный нагрев возвращает цепи к исходному состоянию с высокой энтропией. Энергия активации зависит от типа сшивок и температуры перехода.

### Альтернативные механизмы
Помимо термического воздействия, существуют другие стимулы:
- Фотоиндуцированные ППФ: Используют фоточувствительные группы (азобензолы, циннамовая кислота), изменяющие структуру под действием света, что позволяет точное управление без нагрева.[2]
- Электроактивные ППФ: Активируются электрическим полем или током через проводящие наполнители, такие как углеродные нанотрубки, преобразуя электричество в тепло.[2]
- Химически индуцированные ППФ: Реагируют на изменение pH или влагу, что перспективно для медицинских применений.[2]

## Свойства
ППФ обладают уникальными характеристиками:
- Температура активации: От −50 до 200 °C, определяется Tg или Tm.
- Степень восстановления: До 95–100 %.
- Деформируемость: Растяжение до 800 %.
- Типы эффекта:
  - 'Односторонний эффект: Возврат к постоянной форме.
  - Двусторонний эффект: Переключение между формами без перепрограммирования (например, жидкокристаллические эластомеры).
  - Тройная память формы: Запоминание двух временных и одной постоянной формы за счёт двух Ttrans.[2]
  - Многостадийный эффект: Несколько форм при разных температурах.
- Механическая прочность: Ниже, чем у металлов, зависит от сшивок.
- Биосовместимость: Высокая у некоторых материалов, таких как полиуретаны.
- Обработка: Лёгкость, включая 3D-печать[3] и 4D-печать.[4]

## Типы сшивок
ППФ классифицируются по типу сшивок:
- Физически сшитые: Сетевые точки формируются межмолекулярными взаимодействиями (кристаллические домены, водородные связи). Легко перерабатываются, но менее стабильны. Примеры: полукристаллические полиэтилены, полиуретаны.[2]
- Химически сшитые: Содержат ковалентные связи, обеспечивающие высокую прочность и стабильность, но сложнее перерабатываются. Примеры: сшитые полиакрилаты, эпоксидные смолы.[2]

## Моделирование
Моделирование поведения полимеров с памятью формы (ППФ) требует учета их термоупругих и вязкоупругих свойств. Для полилактида (PLA), напечатанного методом экструзии материала (MEX - FDM), была разработана многосетевая модель (англ. Multi-Network, TN; см. например Bergstrom-Boyce Model), описывающая взаимодействие молекулярных сетей при деформации и восстановлении формы.
Трёхсетевая модель: Трехсетевая модель включает три параллельные сети (см. на рисунке схему модели, сетей может быть и больше):
- Сеть A: Равновесная сеть, определяющая упругость и постоянную форму.
- Сеть B: Первая вязкоупругая сеть, отвечающая за релаксацию и пластическую деформацию.
- Сеть C: Вторая вязкоупругая сеть, вносящая дополнительный вклад, отвечающая за стеклообразное поведение.

Основные уравнения модели:

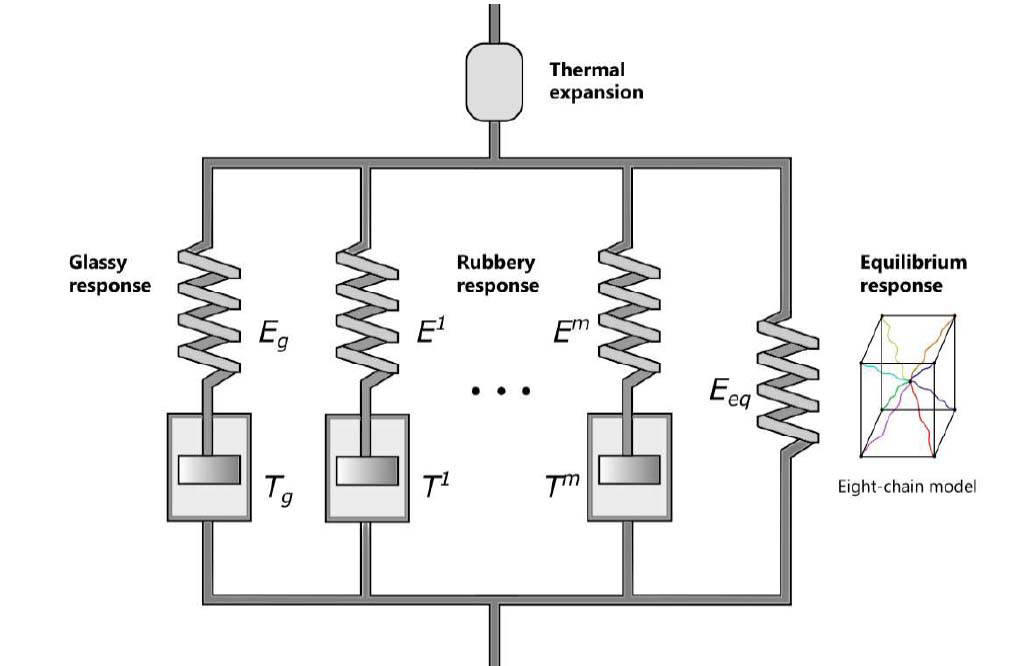
Многосетевая модель полимера с памятью формы для 4D-печати.

1.	Деформация системы для параллельных элементов: {\displaystyle \mathbf {F} =\mathbf {F} _{A}=\mathbf {F} _{B}=\mathbf {F} _{C}}. 
Все три сети испытывают одинаковую деформацию.
2.	Напряжение Коши для сети A: {\displaystyle {\boldsymbol {\sigma }}A=\operatorname {dev} \left({\mathcal {L}}^{-1}\left({\frac {\lambda {m,A}}{\lambda _{c,A}}}\right)\mathbf {b} A\right)\mathbf {I} +\kappa (J-1)}.
3.	Напряжение Коши для сети B: {\displaystyle {\boldsymbol {\sigma }}B=\operatorname {dev} \left({\mathcal {L}}^{-1}\left({\frac {\lambda {m,B}}{\lambda _{c,B}}}\right)\mathbf {b} _{B}\right)\mathbf {I} +\kappa (J-1)}.
4.	Напряжение Коши для сети C: {\displaystyle {\boldsymbol {\sigma }}C=\operatorname {dev} \left({\mathcal {L}}^{-1}\left({\frac {\lambda {m,C}}{\lambda _{c,C}}}\right)\mathbf {b} _{C}\right)\mathbf {I} +\kappa (J-1)}.
Общее напряжение: {\displaystyle {\boldsymbol {\sigma }}={\boldsymbol {\sigma }}_{A}+{\boldsymbol {\sigma }}_{B}+{\boldsymbol {\sigma }}_{C}}.
Параметры модели определяются на основе экспериментальных данных, а валидация проводится методом цифровой корреляции изображений (DIC).
Модель для 4D-печати: Для 4D-печати, где четвёртое измерение — время, используется многосетевая модель, учитывающая изменение геометрии под действием температуры. Полимеры с памятью формы моделируются с двумя группами неравновесных ветвей: для стеклообразного состояния (медленная релаксация) и резиноподобного состояния (модели Роуза). Модель зависит от времени и температуры, что делает её пригодной для 4D-печати.
Гиперупругое поведение: Гиперупругое поведение PLA хорошо описывается моделью Муни-Ривлин: {\displaystyle W=C_{10}(I_{1}-3)+C_{01}(I_{2}-3),} где (W) — плотность энергии деформации, C_{10}, C_{01} — константы, I_1, I_2 — инварианты.
Помимо модели Mooney–Rivlin, для описания гиперупругого поведения ППФ используются другие подходы, такие как Neo-Hookean, Ogden, Yeoh, Arruda-Boyce и Van der Waals. Эти модели реализованы в программных пакетах для конечно-элементного анализа, таких как ANSYS, ABAQUS и COMSOL Multiphysics, которые позволяют моделировать сложное поведение гиперупругих материалов.
Модель Neo-Hookean является простейшей и подходит для малых деформаций (до 20–100 %), но не описывает упрочнение при больших деформациях. Модель Ogden использует главные растяжения вместо инвариантов деформации, что делает её более точной для сложных режимов деформации, таких как биаксиальное растяжение. Модель Yeoh, основанная на первом инварианте, эффективна для больших деформаций и упрочнения, особенно для наполненных эластомеров. Arruda-Boyce учитывает микроструктуру полимерной сети, обеспечивая физически обоснованное описание поведения, но требует больше экспериментальных данных. Модель Van der Waals добавляет параметры для учёта межмолекулярных взаимодействий, что делает её подходящей для материалов с высокой компрессией, таких как пены.
Выбор модели зависит от типа материала, режима деформации и доступных экспериментальных данных. Простые модели, такие как Neo-Hookean, требуют меньше параметров и подходят для ограниченных данных, тогда как сложные модели, такие как Ogden или Arruda-Boyce, обеспечивают лучшую точность при наличии данных по нескольким режимам деформации (униаксиальное растяжение, сжатие, сдвиг). Программные пакеты, такие как ANSYS, ABAQUS и COMSOL, позволяют проводить подгонку параметров моделей к экспериментальным данным, используя методы наименьших квадратов, и поддерживают пользовательские модели через подпрограммы (например, UHYPER в ABAQUS или USERMAT в ANSYS).

## Материалы
Примеры ППФ включают:
- Полилактид (PLA): Биоразлагаемый, используется в 3D- и 4D-печати. Прочность: 32–50 МПа, коэффициент теплового расширения: 71,37–276,53 ppm/K.[11]
- Полиуретаны: Биосовместимы, применяются в медицине.
- Поликапролактон (PCL): Биоразлагаемый полимер с низкой Tm.
- Полиакрилаты: Полимер для оптики и текстиля.
- Полинорборнены: Высокая деформативность.
- Фотоактивные полимеры: Реагируют на свет.[2]

## Применение
ППФ находят применение в следующих областях:
- Медицина: Самораскрывающиеся стенты, швы, имплантаты, активируемые температурой тела.
- Аэрокосмос: Разворачиваемые конструкции (солнечные панели, антенны).
- Текстиль: Адаптивные ткани, изменяющие форму или свойства.
- Робототехника: Актуаторы, мягкие роботы.
- Электроника: Гибкие, самовосстанавливающиеся компоненты.
- 4D-печать: Динамически изменяющиеся структуры.[3]

## Сравнение со сплавами с памятью формы
| Характеристика          | Полимеры с памятью формы                   | Сплавы с памятью формы |
| ----------------------- | ------------------------------------------ | ---------------------- |
| Плотность               | Низкая (0,9–1,5 г/см³)                     | Высокая (6–8 г/см³)    |
| Деформация              | Высокая (до 800 %)                         | Ограниченная (до 8 %)  |
| Прочность               | Низкая–средняя                             | Высокая                |
| Скорость восстановления | Медленная (секунды–минуты)                 | Быстрая (< 1 с)        |
| Стимулы                 | Температура, свет, электричество, pH и др. | Температура, механика  |
| Стоимость               | Обычно ниже                                | Высокая                |
| Биосовместимость        | Высокая (у некоторых)                      | Ограниченная           |
| Обработка               | Лёгкая, возможна 3D-печать                 | Сложная                |

ППФ превосходят сплавы с памятью формы в гибкости, разнообразии стимулов и биосовместимости, но уступают в прочности и скорости восстановления.

## Преимущества и недостатки

### Преимущества
- Низкая плотность и высокая деформативность.
- Биосовместимость и биоразлагаемость (у некоторых материалов).
- Лёгкость обработки, включая 3D- и 4D-печать.
- Настраиваемые стимулы и температуры перехода.

### Недостатки
- Низкая механическая прочность по сравнению с металлами.
- Ограниченная термическая и химическая стабильность.
- Медленное восстановление формы.
- Высокая стоимость специализированных ППФ.[2]

## История
Концепция ППФ возникла в середине XX века с появлением термоусадочных материалов, таких как сшитый полиэтилен (1960-е). В 1980-х начались исследования полиуретановых ППФ. В XXI веке акцент сместился на биосовместимые, биоразлагаемые и двусторонние полимеры, а также на их применение в 4D-печати.

## Перспективы
Будущие направления развития ППФ включают:
- Разработку материалов для 4D-печати с множественными стимулами и формами.
- Улучшение прочности и скорости восстановления.
- Интеграцию с Интернет вещей для создания адаптивных систем.
- Создание многофункциональных ППФ с комбинированными свойствами (например, проводимостью и памятью формы).[2]